# Реал Аранхуэс
«Реал Аранхуэс» (исп. Real Aranjuez CF) — испанский футбольный клуб из одноимённого города, в провинции и автономном сообществе Мадрид. Клуб основан в 1948 году, гостей принимает на арене «Эль Делэйте», вмещающей 7 000 зрителей. В Примере и Сегунде команда никогда не выступала, лучшим результатом является 8-е место в Сегунде B в сезоне 1995/96.

## История
На протяжении практически всей своей истории клуб в основном выступал в Терсере и региональной лиге Мадрида, лучшие времена пришлись на середину 90-х XX века, когда команда провела четыре сезона в Сегунде B. В начале 2000-х годов клуб испытывал серьезные экономические проблемы и вылетел в региональные соревнования. В сезоне 2008/09 команда смогла занять первое место и, спустя 6 лет, вернуться в профессиональный футбол.

## Сезоны по дивизионам
- Сегунда B — 4 сезона
- Терсера — 36 сезонов
- Региональные лиги — 38 сезонов

## Достижения
- Терсера
  - Победитель (4): 1980/81, 1982/83, 1993/94, 1997/98
  - Вице-чемпион: 2012/13

## Известные игроки
- Дмитрий Черышев